# Desmia intermicalis
Desmia intermicalis là một loài bướm đêm trong họ Crambidae.